# Univerzitet Fudan
Univerzitet Fudan (uprošćeni kineski: 复旦大学; tradicionalni kineski: 復旦大學; pinjin: Fùdàn Dàxué) je vodeći javni istraživački univerzitet u Šangaju, Kina. On se smatra jednim od najprestižnijih i najselektivnijih univerziteta u Kini. Osnovan 1905. godine, neposredno pre kraja kineske carske dinastije Ćing, Fudan je bio prvi univerzitet koji je samostalno osnovao Kineski narod. Fudan je član elitne C9 lige i kineskog Ministarstva obrazovanja klase A, Univerzitet dvostruke prve klase.
Fudan je poznat po svojoj liberalnoj atmosferi i rigoroznim akademicima. To je važan akademski centar za kineske humanističke, prirodne i medicinske studije. Fudan uživa reputaciju Akademije br. 1 Đangnana („江南第一学府”). Tokom poslednjih sto godina, Fudan je dao značajan doprinos razvoju Kine, podkrepljivanju nacije, dobrobiti društva i napretku nacionalnog obrazovanja, nauke, medicine i tehnologije. Fudan je proizveo brojne izvanredne talente i mnoge istaknute ličnosti savremene Kine. Poznati Fudanski alumni uključuju Čen Jinke, Čen Vangdao, Ču Kočing, Jan Fu, Ju Jouren i „kineskog Kisindžera” Vang Haninga.
Fudans univerzitet se sastoji od pet koledža - Džide (志德), Tengfej (腾飞), Kećing (克卿), Žendžung (任重) i Side (希德). On se sada sastoji od četiri kampusa u Šangaju - Handan (邯郸), Fenglin (枫林), Džangđang (张江) i Đangvan (江湾) - koji imaju centralnu upravu. Fudan ima 17 asociranih bolnica. U azijskom univerzitetskom rangiranju QS za 2018. godinu, Fudan je zauzeo 2. mesto u Kini i 7. mesto u Aziji.
Fudanski univerzitet je član Universitas 21, Makdonaldove međunarodne akademije naučnika Univerziteta Vašington, i Asocijacije univerziteta Pacifika, BRICS univerzitetske lige, Udruženja istočnoazijskih istraživačkih univerziteta, i Saveta o biznisu i društvu.

## Istorija
Fudanski univerzitet, ranije romanizovano kao Fuh Tan, bio je osnovan kao Fudanska javna škola 1905, pod upravom isusovskog sveštenika Ma Sjengbo, koji je pre toga radio na Aurora univerzitetu. Dva kineska slova Fu (复, sa značenjem „ponovo”) i Dan (旦, „jutro”, „svetlost”), što se prevodi kao „(nebesko svetlo sija) dan za danom” i „oživljena Aurora”, je Ma izabrao po preporuci Ju Joužena, iz klasičnog konfučijanskog Šangšu Dadžuan (kineski: 尚书大传): „Putuje kao sumrak, sunce i mesečevo svetlo” (kineski: 日月光华，旦复旦兮). Univerzitetski moto „Scientia et studium, quaestīo et cogitation” dolazi iz Razgovora knjige 19.6 (kineski: 博学而笃志，切问而近思), što znači „bogat znanjima i marljivim svrhama, istrajno istražujući i razmatrajući samostalnu primenu”.
U decembru 2019, Fudanski univerzitet je promenio svoju povelju, uklanjajući frazu „akademska nezavisnost i sloboda mišljenja” (學術獨立和思想自由) i unoseći „obećanje da sledimo rukovodstvo Komunističke partije” (學校堅持中國共產黨的領導), što je dovelo do protesta među studentima.

## Rangiranje i reputacija

### Opšte rangiranje
Univerzitet Fudan je dosledno rangiran među najboljim univerzitetima u Aziji prema glavnim međunarodnim rang listama univerziteta. Zajedničko THE-QS svetsko univerzitetsko rangiranje 2005 rangiralo je Univerzitet Fudan na 3. mesto u Kini, 11. u Aziji i 72. mesto u svetu. U 2015, U.S. News & World Report rangirao je Univerzitet Fudan na 96. mesto u svetu, 8. u Aziji i 3. u Kini. Diplomci Univerziteta Fudan su veoma poželjni u Kini i širom sveta. U 2017. godini, ova institucije je bila na 14. mestu u svetu na rang-lista zapošljivosti diplomiranih, i na 3. mestu u Aziji posle (Đinghua i Pekinga) na QS rang listi zapošljivosti diplomiranih. On je zauzeo 3. mesto na QS BRICS univerzitetskoj rang listi (2019).
Od 2021. godine, QS svetsko univerzitetsko rangiranje 2022 rangiralo je Fudan na 31. mestu u svetu i 3. u Kini posle (Đinghua i Pekinga) i bio je 6. na nezavisnoj regionalnoj QS rang listi azijskih univerziteta (2021). Dodatno, Akademsko rangiranje svetskih univerziteta (2022) postavilo ga je na 67. mesto u svetu. Na međunarodnom nivou, Univerzitet Fudan se smatra jednim od najuglednijih kineskih univerziteta na Tajmsovom svetskom rangiranju visokog obrazovanja po reputaciji, gde je rangiran na 39. mestu u svetu i 7. u Aziji.
Univerzitet Fudan je među 100 najboljih univerziteta na svetu, prvih 10 u Aziji i prvih pet u Kini prema nekim od najčitanijih univerzitetskih rang-lista u svetu, kao što su Akademska rang lista svetskih univerziteta, QS svetsko univerzitetsko rangiranje, i Tajmsova rangiranja visokog obrazovanja svetskih univerziteta.

## Spoljašnje veze
- Zvanični veb-sajt

31° 17′ 56″ N 121° 29′ 57″ E / 31.29889° С; 121.49917° И